# Na brzegu rzeki
Na brzegu rzeki – tom wierszy Czesława Miłosza wydany w 1994 r. przez wydawnictwo Znak w Krakowie.
Zbiór zawiera wiersze, poematy (Litwa, po pięćdziesięciu dwóch latach, W Szetejniach)  oraz nieliczne komentarze prozą, powstałe w latach 1991-1994, publikowane wcześniej na łamach czasopism: „Tygodnik Powszechny”, „NaGłos”, „Zeszyty Literackie” i „Dekada Literacka”. 
Do tomu włączono dwa minieseje autorstwa Leszka Kołakowskiego i Jana Andrzeja Kłoczowskiego, będące komentarzem do wiersza Miłosza Do Pani Profesor w obronie kota i nie tylko. Z okazji artykułu „Przeciw okrucieństwu” Marii Podrazy-Kwiatkowskiej.

## Przekłady na języki obce
- Facing the river, Hopewell: The Ecco Press, 1995
- Al gdat ha-nahar, Tel Awiw: Hakibbutz Hameuchad, 1999
- Vid flodens strand, Stockholm: Brombergs, 2000

## Wybrane recenzje
- Barańczak Stanisław, Sprawozdanie, „Zeszyty Literackie” 1995, nr 50, s. 85-88.
- Bernacki Marek, Pamięć i zdziwienie, „Arka” 1994, nr 53/54, s. 197-202.
- Błoński Jan, Dziękczynienie, „Tygodnik Powszechny” 1994, nr 40, s. 12.
- Bratkowski Piotr, Niech to nie będzie wiersz, „Gazeta Wyborcza” 1994, nr 227, s. 12.
- Drzewucki Janusz, Czesław Miłosz „Na brzegu rzeki”, „Plus Minus” 1994, nr 44, s. 17.
- E.S., Potrójna promocja. Miłosz, Kłoczowski, Kołakowski w Znaku, „Rzeczpospolita” 1994, nr 227, s. 4.
- Fazan Jarosław, Dwa autoportrety z końca XX wieku, „Dekada Literacka” 1995, nr 6, s. 3-5.
- Franaszek Andrzej, Zostaje z nieustannego dążenia, „NaGłos” 1994, nr 17, s. 153-160.
- Górnicka-Boratyńska Aneta, Odchodzę z moją epoką, „Polityka - Kultura” 1994, nr 11, s. 7.
- Kędzierski Ryszard M., '”Sztuka Osobowa” 1995, nr 35, s. 26, 27.
- Lisowski Krzysztof, Czesława Miłosza autoportret wielokrotny, „Dziennik Polski i Dziennik Żołnierza (The Polish Daily and Soldiers Daily) 1994, nr 304, s. 4.
- Lisowski Krzysztof, U Heraklita, nad rzeką czasu, „Nowe Książki” 1994, nr 12, s. 5.
- Mazur Aneta,  Urojenia i prawdy rzeki Heraklita, „Strony” 1995, nr 5, s. 40-44.
- Myszkowski Krzysztof, Apokatastasis panton, „Kwartalnik Artystyczny” 1994, nr 4, s. 123-124.
- Olejniczak Józef, Co dalej?, „Fa-Art” 1994, nr 4, s. 67-70.
- Stankowska Agata, Nad brzegiem Styksu, „Arkusz” 1995, nr 2, s. 13.
- (VB), Myśli o końcu wieku, „Słowo. Dziennik katolicki” (Warszawa) 1994, nr 244, s. 7.
- Wolski Jan, Pochwała istnienia, „Ogród” 1994, nr 4, s. 379-38.